# 坂口吉平
坂口 吉平（さかぐち きっべい、1959年（昭和34年）9月26日 - ）は、日本の実業家。山陰放送代表取締役社長。鳥取県米子市尾高町出身。

## 来歴・人物
坂口合名会社（坂口財閥）の3代目である坂口平兵衛 （平吉郎）の次男として生まれる。平兵衛 (4代)は兄。
成城大学文芸学部卒業後、1982年（昭和57年）博報堂に入社。
1988年（昭和63年）山陰放送に移籍。ラジオ編成業務部長、取締役ラジオ局長、常務管理部門担当・経営企画局長などを経て、2007年（平成19年）6月社長に就任した。